# Лара Крофт
Лара Крофт (енгл. Lara Croft) је измишљена јунакиња серијала видео игара Tomb Raider, коју је на филму тумачила америчка глумица Анџелина Жоли.